# Mezei futrinka
A mezei futrinka (Carabus granulatus) a rovarok (Insecta) osztályába a bogarak (Coleoptera) rendjébe és a futrinkafélék (Carabidae) családjába tartozó faj.

## Előfordulása
Magyarország egyik legelterjedettebb furtinkája.

## Jellemzői
A zöldesen és bronzosan csillogó bogár szárnyfedőin hosszanti lefutású ép bordák, valamint láncszerűen tagolt kiemelkedések váltakoznak. Futólábai igen erőteljesek.

## Életmódja
Élőhelyét elsősorban a vízparti ligeterdők (füzesek, nyárasok) képezik, de nedves réteken is előfordul. Ellentétben a legtöbb futrinkafajjal, a példányok egy része röpképes. A bogarak a legkülönbözőbb rovarokra vadásznak, közben a bokrokra is felmásznak. Főként éjszaka aktívak, napközben kövek alatt vagy az avarban húzódnak meg. A legtöbb futrinkafajhoz hasonlóan a fiatal bogarak telelnek át korhadó fatuskókban vagy moha alatt. Petéit a talaj felső rétegébe rakja, a lárvák nyáron kb. 8-10 hétig fejlődnek, ezalatt háromszor vedlenek. Ezt követően a földben bebábozódnak, a bábokból 2-3 héttel később bújnak ki a kész bogarak.